# Rosanna Tomiuk
Rosanna Tomiuk, född 1 oktober 1984, är en kanadensisk vattenpolospelare. Hon ingick i landslaget som tog silver i samband med världsmästerskapen i simsport 2009.
Tomiuk tog silver i damernas vattenpoloturnering i samband med panamerikanska spelen 2007 i Rio de Janeiro och på nytt i damernas vattenpoloturnering i samband med panamerikanska spelen 2011 i Guadalajara.